# اسم لغة أجنبي
اسم اللغة الأجنبي هو اسم اللغة الذي تسمى به عند غير أهلها، بخلاف اسمها الذاتي.

## أمثلة
- كلمة niemiecki، وتلفظ [ɲɛˈmjɛt͡s̪kʲi]، هي اسم اللغة الألمانية[ ؟ ] باللغة البولندية، وتعني في الأصل الأبكم أو الأعجم.